# Skeviks naturreservat
Skeviks naturreservat ligger i västra delen av Värmdö kommun och norra delen av Gustavsbergs tätort, i Gustavsbergs distrikt i Uppland (Stockholms län). Det har en areal av 3.3 hektar. Reservatet bildades 1949.

## Reservatet
Inom reservatet finner man till stor del hällmark med ca 300 år stora gamla tallar, varav flera är icke levande eller ligger på marken. 

## Bilder

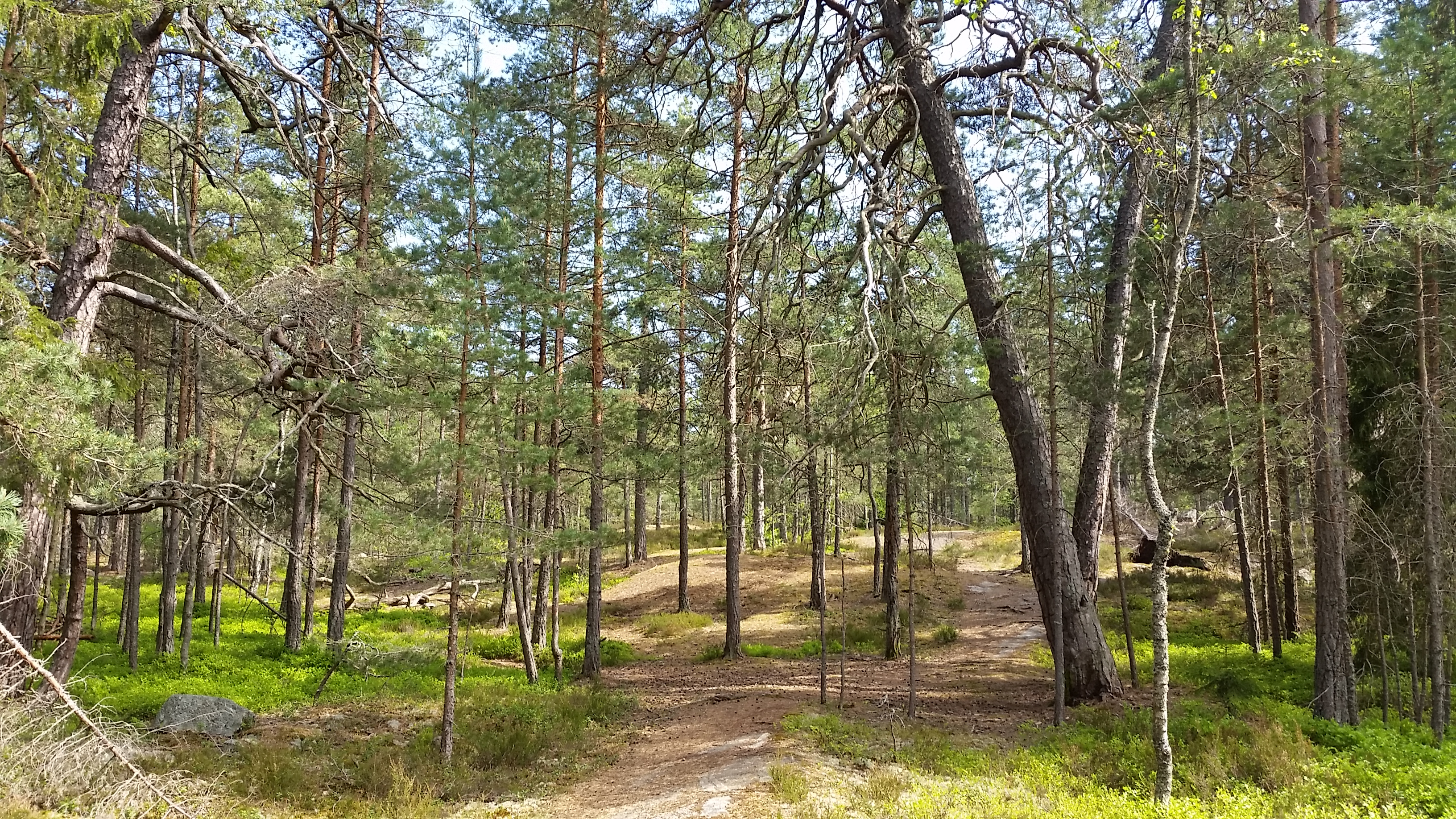
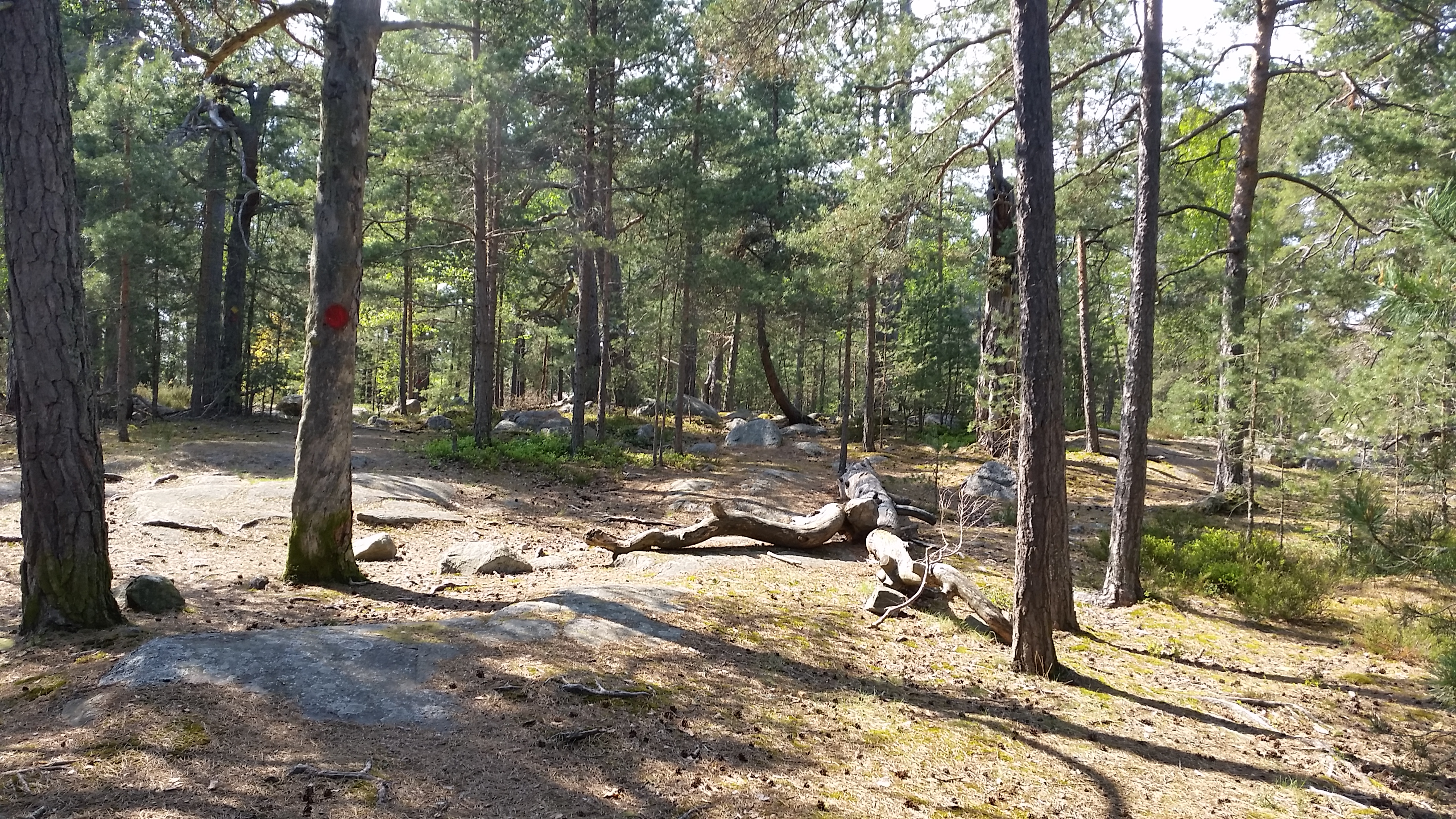